# John E. Sununu
John Edward Sununu (Boston, 10 settembre 1964) è un politico statunitense, senatore per lo stato del New Hampshire dal 2003 al 2009 e in precedenza membro della Camera dei Rappresentanti dal 1997 al 2003.

## Biografia
Figlio del politico repubblicano John H. Sununu, dopo gli studi in ingegneria meccanica al Massachusetts Institute of Technology ottenne un MBA all'Università di Harvard.
Dopo alcuni anni anche lui entrò in politica con lo stesso partito di suo padre e nel 1996 si candidò alla Camera dei Rappresentanti, per il seggio lasciato vacante da Bill Zeliff. Sununu riuscì a farsi eleggere e venne riconfermato per altri due mandati nel 1998 e nel 2000.
Nel 2002 Sununu decise di candidarsi al Senato e si aggiudicò la nomination repubblicana. Nelle elezioni generali affrontò l'avversaria democratica Jeanne Shaheen, la governatrice del New Hampshire. Sununu prevalse di misura sulla Shaheen, ma sei anni più tardi la donna si candidò nuovamente per il seggio e stavolta sconfisse Sununu, che dovette così lasciare il Congresso dopo dodici anni di servizio.
Ideologicamente Sununu era considerato un conservatore sui temi sociali, ma in alcune occasioni si distanziò dalle posizioni del suo partito per collaborare con i democratici.
Coniugato con Kitty, è padre di tre figli.